# Мсундузи
Община Мсундузи (на африканс Msunduzi) е община в окръг Умгунгундлову, провинция Квазулу-Натал, Република Южна Африка.
Има площ от 634 км². Административен център е град Питермарицбьорг.

## Население
552 835 (2001)